# Cacique

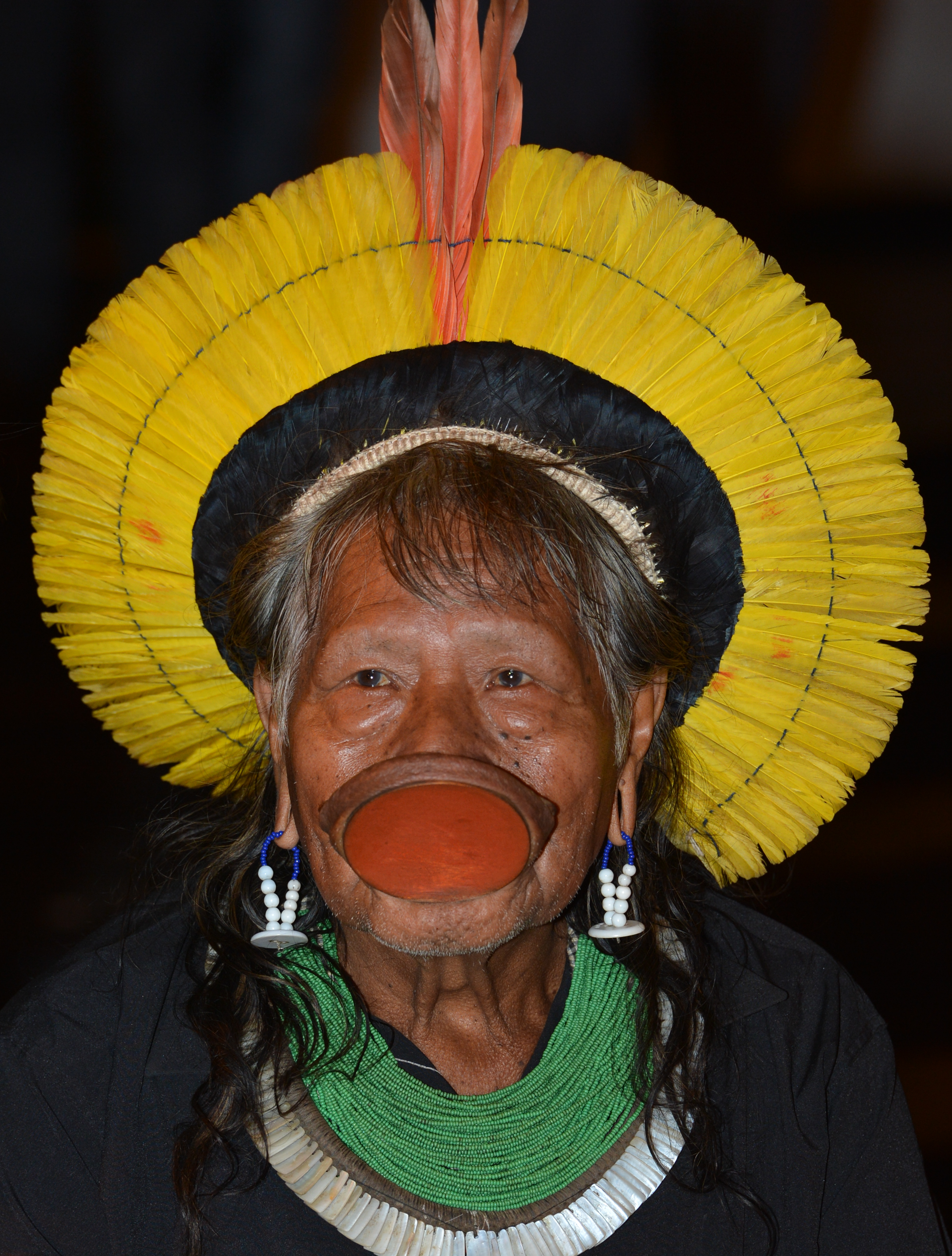
Raoni Metuktire, cacique dos caiapós e importante liderança indígena brasileira

Cacique é a denominação tradicionalmente adotada na língua portuguesa e outras línguas europeias para se referir aos chefes políticos ameríndios que faziam a ponte entre a administração colonial e os interesses locais.
No sentido figurado é o político que dispõe dos votos da sua localidade e tem grande poder localmente.

## Etimologia
O termo é proveniente do idioma taino da ilha de Hispaniola e chegou às outras línguas através do castelhano cacique. A utilização dessa palavra originalmente por espanhóis  e portugueses deu pelo fato de os índios aruaques terem sido os primeiros povos ameríndios contatados pelos navegadores europeus do século XV, quando da descoberta da América por Cristóvão Colombo. O termo em sua origem pode ser traduzido como rei ou príncipe de um grupo indígena, tendo sido derivado da palavra kasike utilizada para os chefes tribais da era pré-colombiana nas Bahamas, nas Pequenas Antilhas e nas Grandes Antilhas. O uso mais amplo da palavra atualmente é uma influência da decisão do Império Espanhol em utilizar oficialmente o termo para todos os líderes indígenas do Hemisfério Ocidental.
Alternativamente, tanto em Portugal como no Brasil, o termo tornou-se também sinônimo de um líder partidário local que arregimenta votantes com base na troca de favores ou um líder político que domina uma determinada região.

## Denominações diversas
Apesar do uso do termo cacique pelos colonizadores europeus em toda a América, cada grupo indígena de diferentes regiões do continente possuía uma denominação e concepção próprias para suas lideranças. Mburovixá é a denominação que os povos guaranis deram para seus líderes; já para os tupis, as denominações eram morubixaba, murumuxaua, muruxaua, tubixaba e tuxaua; o termo curaca era usado para uma espécie de prefeito entre os povos incas de terras andinas no tempo da invasão promovida pela colonização europeia.
No Amazonas, tornou-se lendária a história do tuxaua Ajuricaba, da tribo dos Manaos, nomeado na galeria de 25 heróis nacionais brasileiros.